# Ziborium (Gefäß)

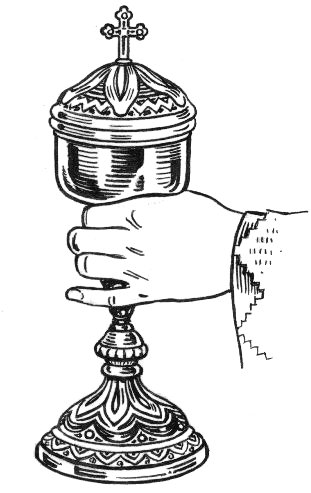

Ein Ziborium (lat. ciborium „Trinkbecher“, Mehrzahl Ziborien), auch Speisekelch oder Hostienkelch genannt, ist ein Gefäß, das in der katholischen Kirche und den orthodoxen Kirchen zur Aufbewahrung der konsekrierten Hostien verwendet wird.

## Beschreibung
Das Ziborium ist ein Kelch mit abnehmbarem Deckel. Die bei der heiligen Messe konsekrierten Hostien werden darin im Tabernakel für die Krankenkommunion oder die Spendung der Kommunion außerhalb der Messfeier aufbewahrt. Auch wird im Ziborium eine Anzahl konsekrierter Hostien bereitgehalten, falls bei einer heiligen Messe die Zahl der Kommunikanten größer ist als erwartet. Das Ziborium kann mit einem Ziboriumvelum bedeckt sein, um die Gegenwart des Allerheiligsten darin zu verdeutlichen. Zuweilen wird mit dem Ziborium auch der sakramentale Segen erteilt; wo das der Fall ist, legt der Zelebrant nur das Schultervelum, nicht aber einen Chormantel an. 
In der frühen Kirche wurde das Allerheiligste aus Furcht vor Entweihung noch nicht in den Kirchen verwahrt. Später bewahrten die Christen die Hostien, die zur Wegzehrung bei der Spendung der Sterbesakramente bestimmt waren, in ihren Häusern auf. Im frühen Mittelalter wurde die Eucharistie meist in einer Pyxis, einer Dose aus edlem Holz, Elfenbein oder Metall, die mit einem Kreuz auf dem Deckel versehen war, verwahrt. 
Seit dem 13. Jahrhundert wurde für den Hostienbehälter zunehmend ein dem Messkelch angeglichener Formtyp gewählt, so dass sich beide nur noch durch Deckel und Falzabschluss unterscheiden. Auch hat das Ziborium in der Regel ein größeres Fassungsvermögen als der Konsekrationskelch. Durch den Wandel religiöser Praktiken nach dem Trienter Konzil entstand ein Bedarf an voluminöseren Ziborien und führte, vor allem zur Zeit der Gegenreformation, zu den prachtvoll dekorierten Goldschmiedearbeiten der Barockzeit.
Der Begriff Ciborium wurde im 17. Jahrhundert, abgeleitet vom architektonischen, baldachinartig überwölbten Altarziborium, auf den Speisekelch übertragen.

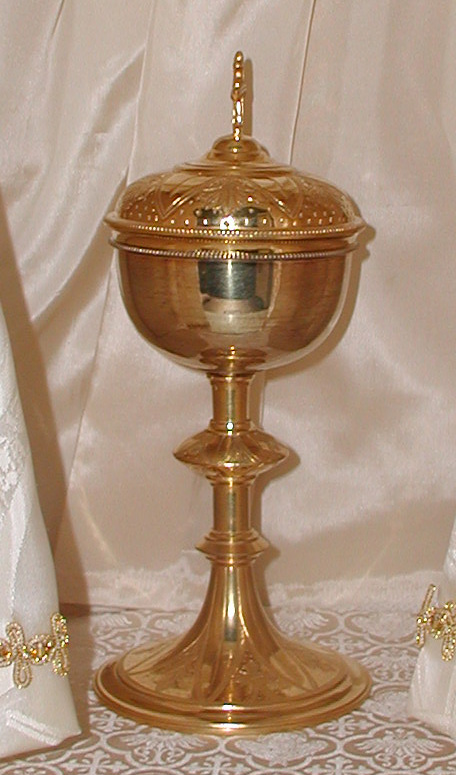
Ziborium der Eremitenkirche in Warfhuizen
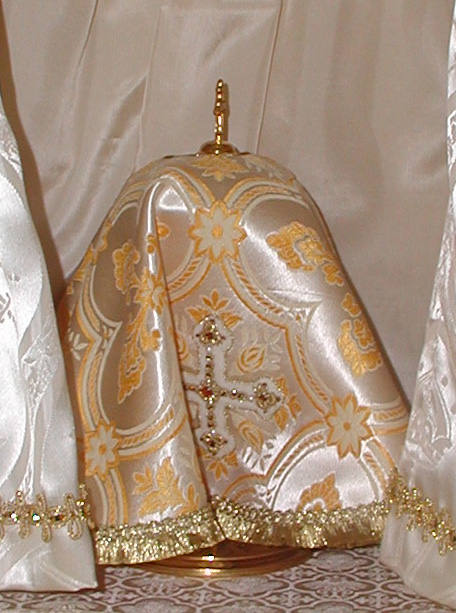
Dasselbe Ziborium mit dem Ziboriumvelum